# William Jackson Bean
William Jackson Bean (26 de mayo de 1863, Malton, Yorks — † 19 de abril de 1947 , Kew, Surrey), fue un botánico británico.
Sería jardinero en los Jardines Botánicos Reales de Kew en 1883, contramaestre del Arboretum en 1892, conservador asistente en 1900, conservador de 1922 a 1929.

## Algunas publicaciones
- william j. Bean. 2010. The Royal Botanic Gardens, Kew: Historical and Descriptive. Edición reimpresa de BiblioBazaar, 410 pp. ISBN 1147210365

- ----------------------, d.l. Clark. 1981. Trees and shrubs hardy in the British Isles. Vol. 4. 8ª ed. de St. Martin's, 112 pp. ISBN 0312817460

- ----------------------. 1924. Shrubs for amateurs. Country life library. 116 pp.

- william Watson, william j. Bean. 1890. Orchids: Their Culture and Management : with Descriptions of All the Kinds in General Cultivation : Illustrated by Coloured Plates and Numerous Engravings. Editor L. Upcott Gill, 554 pp.

## Honores
Obtiene la Medalla de honor Victoria en 1917 y la Medalla conmemorativa Veitch en 1922.

## Fuente
- Ray Desmond. 1994. Dictionary of British and Irish Botanists and Horticulturists including Plant Collectors, Flower Painters and Garden Designers. Taylor & Francis et The Natural History Museum (Londres). ISBN 0-85066-843-3

- La abreviatura «Bean» se emplea para indicar a William Jackson Bean como autoridad en la descripción y clasificación científica de los vegetales.[1]